# André Bolduc
André Bolduc ist ein US-amerikanischer Biathlet.
André Bolduc startet für den Ethan Allen Biathlon Club. Er gab sein Debüt im Biathlon-NorAm-Cup in der Saison 2010/11 und wurde 40. der Gesamtwertung. 2012 gewann er vier der fünf EABC-Thursday-Night-Race-Series-Rennen und wurde einmal Zweiter. Beim North American Invitational 2012 in Jericho wurde Bolduc im Sprintrennen mit acht Fehlern 17., im Verfolgungsrennen mit zehn Fehlern 15. und mit 12 Fehlern im Massenstartrennen Elfter. Eine erste Podiumsplatzierung im NorAm-Cup erreichte er in der Saison 2011/12 in als Drittplatzierte in einem Sprint hinter Michael Gibson und John Witmer in Lake Placid.

## Belege
1. ↑  Resultatliste (Memento vom 6. Mai 2014 im Internet Archive) (PDF; 45 kB)

| Personendaten    | Personendaten              |
| ---------------- | -------------------------- |
| NAME             | Bolduc, André              |
| KURZBESCHREIBUNG | US-amerikanischer Biathlet |
| GEBURTSDATUM     | 20. Jahrhundert            |